# Imaginaerum
Imaginaerum е седмият студиен албум на финландската симфоник метъл група Найтуиш, планиран да излезе на 2 декември 2011 година. Imaginaerium е албум, който разказва историята на стар композитор на смъртно легло, който си припомня младините си. Ще излезе и филм със същото заглавие, който е свързан с песента на Nightwish „The Islander“.

## Световно турне Imaginaerum
След издаването на албума е планирано световно турне, започващо в Лос Анджелис на 21 януари 2012. Европейското турне започва на 10 април в Гьотеборг, Швеция.

## Списък на песните
| №   | Име                          | Автор(и)                  | Време |
| --- | ---------------------------- | ------------------------- | ----- |
| 1.  | Taikatalvi                   | Туомас Холопайнен         | 2:36  |
| 2.  | Storytime                    | Холопайнен                | 5:28  |
| 3.  | Ghost River                  | Холопайнен                | 5:25  |
| 4.  | Slow, Love, Slow             | Холопайнен                | 5:51  |
| 5.  | I Want My Tears Back         | Холопайнен                | 5:08  |
| 6.  | Scaretale                    | Холопайнен                | 7:32  |
| 7.  | Arabesque (инструментал)     | Холопайнен                | 2:52  |
| 8.  | Turn Loose the Mermaids      | Холопайнен                | 4:19  |
| 9.  | Rest Calm                    | Холопайнен                | 6:59  |
| 10. | The Crow, the Owl & the Dove | Холопайнен, Марко Хиетала | 4:10  |
| 11. | Last Ride of the Day         | Холопайнен                | 4:31  |
| 12. | Song of Myself               | Холопайнен                | 13:30 |
| 13. | Imaginaerum (instrumental)   | Холопайнен                | 6:18  |

Версията на албума съдържаща два диска включва диск с инструментални версии на песните.

## Персонал

### Групата
- Анет Олзон – вокал
- Туомас Холопайнен – клавири, пиано, орган Хамонд
- Емпу Вуоринен – китари
- Юка Невалайнен – барабани, percussion
- Марко Хиетала – бас, вокали

### Гостуващи музиканти
- Лондонска филхармония – оркестър и хор
- Troy Donockley – ирландски гайди, тенекиени свирки, вокали (на песен 12) [4]
- Kai Hahto – барабани
- Pekka Kuusisto – цигулка